# Lee Harvey Oswald
Lee Harvey Oswald, ameriški vojak, marinec in atentator * 18. oktober 1939 New Orleans, Louisiana, ZDA † 24. november 1963 Dallas, Teksas, ZDA. 
Oswald se je v zgodovino zapisal po tem, ko je leta 1963 izvedel atentat na ameriškega predsednika Johna Kennedyja, katerega je v atentatu tudi ubil.
Oswald je bil zaradi nedovoljenega pouka pri 12. letih zaprt za mladoletnike, v tem času pa ga je psihiater zaradi pomanjkanja običajnega družinskega življenja ocenil kot »čustveno problematičnega fanta«. Potem ko je v mladosti obiskal 22 šol, je večkrat nehal in se končno, ko je bil star 17 let, pridružil marincem. Oswald je bil med služenjem dvakrat na vojaškem sodišču in bil zaprt. Bil je častno odpuščen iz aktivne službe v marincih v rezervo, nato pa je takoj odšel v Evropo in oktobra 1959 pobegnil v Sovjetsko zvezo. Živel je v Minsku v Belorusiji, kjer se je poročil z Rusinjo po imenu Marina in z njo dobil eno hčerko. Junija 1962 se je z ženo vrnil v ZDA in se na koncu preselil v Dallas, kjer se je rodila tudi njuna druga hči.
Oswald je 22. novembra 1963 iz šestega nadstropja Skladišča šolske knjižnice v Dallasu streljal na povorko ameriškega predsednika Johna Kennedyja, ko se je ta vozil z avtomobilom čez Dealey Plaza v Dallasu ter pri tem ubil predsednika Kennedyja in huje ranil texaškega guvernerja Johna Connallya, ki se je tudi vozil v avtu. Približno 45 minut po atentatu na Kennedyja je Oswald na lokalni ulici ustrelil in ubil še tamkajšnjega policista J. D. Tippita. Nato je pobegnil v kino, kjer ga je policija aretirala približno 20 minut po Tippitovem umoru. Pri tem se je Oswald poskušal upreti aretaciji tako, da je napadel in udaril policista Nicka McDonalda, vendar je ga je policija uspešno aretirala. V priporu je bil Oswald obtožen umora predsednika Kennedyja in policista Tippita ter poskusa umora guvernerja Connallyja, vendar je odgovornost zanikal in izjavil, da je bil »nedolžen«. Dva dni kasneje, 24. novembra 1963 so Oswalda spremljali med premeščanjem v okrožni zapor, ko ga je v kleti Dallasovega policijskega sedeža ustrelil Jack Ruby, lastnik lokalnega nočnega kluba. Oswald je bil smrtno ranjen in je pozneje tega dne umrl, zaradi česar mu nikoli niso sodili.
Septembra 1964 je Warrenova komisija ugotovila, da je Oswald pri atentatu na Kennedyja deloval sam. Ta zaključek, čeprav sporen, je bil podprt s preiskavami policijske uprave Dallas, Zveznega preiskovalnega urada (FBI), tajne službe Združenih držav Amerike in Odbora za atentate izbranega parlamenta.